# Aequidens metae
Espèce
Aequidens metae est une espèce de poissons perciformes appartenant à la famille des Cichlidae.